# Gannys
Gannys (grekiska: Γάννυς), död 218, var en romersk befälhavare och nära allierad till kejsar Heliogabalus.
Gannys ursprung och klasstillhörighet är båda mycket oklara. Han kan ha varit i Julia Maesas hushåll, då historieskrivaren Dio Cassius hävdar att hon fostrade honom. När Maesas systerson kejsar Caracalla mördats av usurpatorn Macrinus var Gannys en viktig del av statskuppen som upphöjde Maesas barnbarn Varius Avitus (i historien känd som Heliogabalus) till kejsare. Han anses ha satt igång kuppen genom att föra Varius/Heliogabalus till ett militärläger och hetsa soldaterna till uppror. Trots att han enligt Dio Cassius inte hade någon tidigare militär erfarenhet, och rentav levt ett lyxliv innan dess, besegrade han Macrinus i ett fältslag. Han var tillsammans med Valerius Comazon en inflytelserik person vid Heliogabalus hov i Antiokia och i Nikomedia, där de tillbringade vintern i kejsarens första år som regent. Där agerade han som lärare och fosterfar till kejsaren, och som en make till dennes mor Soaemis. Kejsar Heliogabalus planerade att låta honom gifta sig och bli utnämnd till caesar, men han blev istället plötsligt mördad av kejsaren personligen. Dio Cassius förklaring till detta är att Gannys försökte få Heliogabalus att leva måttligt och dygdigt.
Mycket är oklart gällande Gannys, framförallt eftersom Dio Cassius romerska historia, som innehåller flera luckor och dessutom är negativt inställd till Heliogabalus, är den enda samtida källan om honom. Han har ibland ansetts vara samma person som skådespelaren och dansaren Eutychianus, som deltog i konspirationen för att göra Heliogabalus till kejsare. Eutychianus har dock även identifierats med Comazon, som överlevde Heliogabalus regeringstid. Ytterligare en faktor som förvirrar är att Edward Gibbon beskrev honom som eunuck, trots att inga antika källor gör det.